# Jongerenklassement Ronde van Italië
Het jongerenklassement in de Ronde van Italië is een nevenklassement waarvoor enkel renners jonger dan 25 jaar in aanmerking komen. De best geklasseerde jonge renner krijgt de maglia bianca (Nederlands: witte trui).
De prijs werd in 1976 voor het eerst uitgereikt. Toen kwamen enkel renners jonger dan 24 jaar in aanmerking. In 1994 werd de witte trui voor een tijd opgeborgen. In 2007 werd het jongerenklassement terug ingevoerd. Vanaf dan werd ook de limiet naar 25 jaar verschoven. In de Ronde van Italië voor vrouwen wordt de witte trui sinds de eerste editie, met uitzondering van het jaar 2006, onafgebroken uitgereikt. 
In de geschiedenis won zowel bij de mannen als de vrouwen één Belg. In 1998 won Cindy Pieters en in 2009 werd Kevin Seeldraeyers de beste jongere met zijn 14de plaats in het eindklassement. Nog nooit ging de witte trui naar een Nederlandse man, hoewel Bauke Mollema (2010) en Steven Kruijswijk (2011) er dichtbij waren. Marianne Vos pakte de trui in 2010. 
Zowel bij de mannen als de vrouwen wonnen meerdere renners de witte trui tweemaal. Vladimir Poelnikov (1989, 1990), Pavel Tonkov (1992, 1993), Bob Jungels (2016, 2017) en Miguel Ángel López (2018, 2019) zijn de recordhouders bij de mannen, Edita Pučinskaitė (1994, 1997), Nicole Brändli (2000, 2001), Katarzyna Niewiadoma (2015, 2016) en Niamh Fisher-Black (2021, 2022) zijn dit bij de vrouwen.

## Erelijst mannen

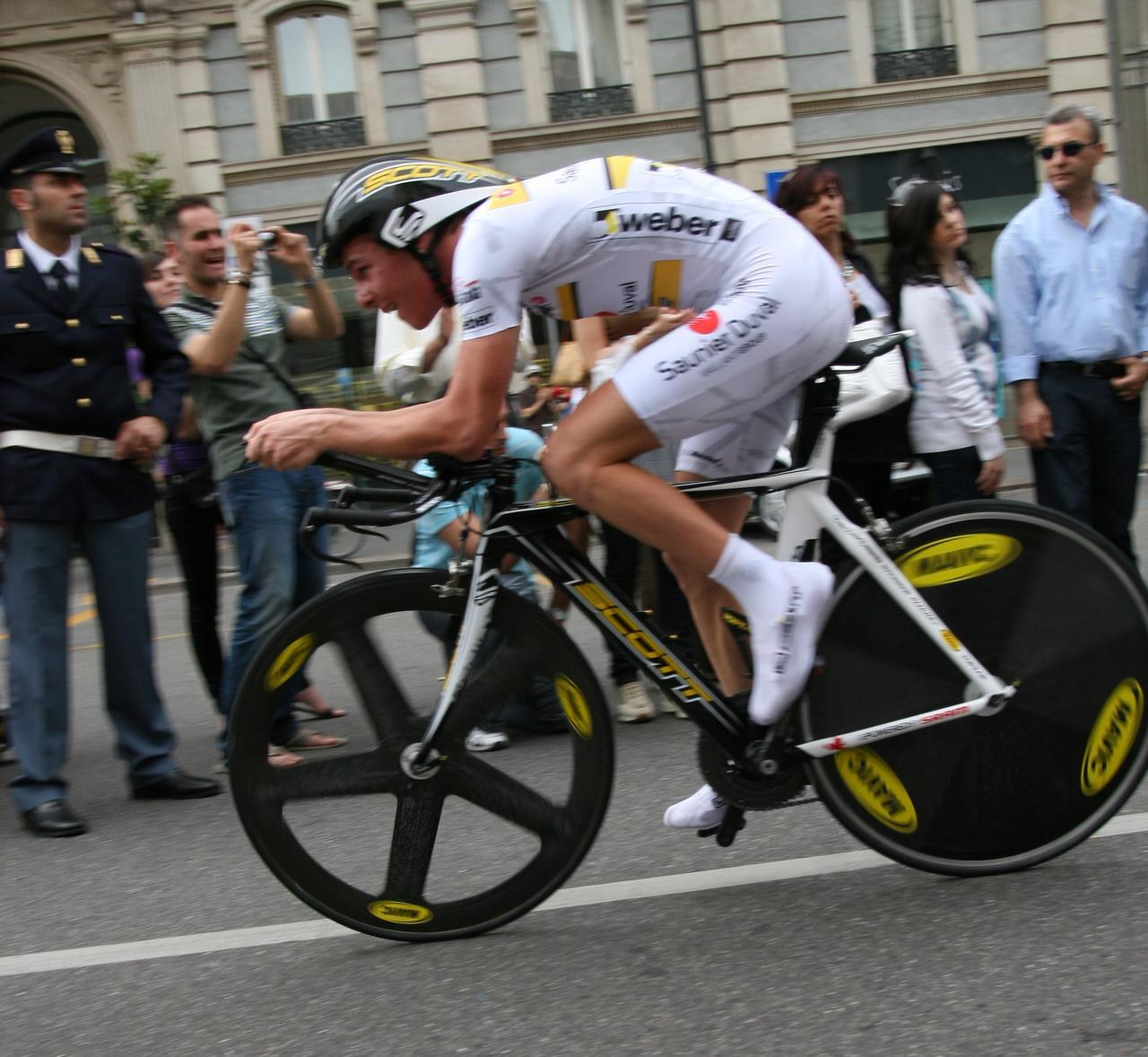
Riccardo Riccò (foto) won de witte trui in 2008. Nadien werd hij betrapt op het gebruik van CERA.

| Jaar | Winnaar                 |
| ---- | ----------------------- |
| 1976 | Alfio Vandi             |
| 1977 | Mario Beccia            |
| 1978 | Roberto Visentini       |
| 1979 | Silvano Contini         |
| 1980 | Tommy Prim              |
| 1981 | Giuseppe Faraca         |
| 1982 | Marco Groppo            |
| 1983 | Franco Chioccioli       |
| 1984 | Charly Mottet           |
| 1985 | Alberto Volpi           |
| 1986 | Marco Giovannetti       |
| 1987 | Roberto Conti           |
| 1988 | Stefano Tomasini        |
| 1989 | Vladimir Poelnikov      |
| 1990 | Vladimir Poelnikov      |
| 1991 | Massimiliano Lelli      |
| 1992 | Pavel Tonkov            |
| 1993 | Pavel Tonkov            |
| 1994 | Jevgeni Berzin          |
| 2007 | Andy Schleck            |
| 2008 | Riccardo Riccò          |
| 2009 | Kevin Seeldraeyers      |
| 2010 | Richie Porte            |
| 2011 | Roman Kreuziger         |
| 2012 | Rigoberto Urán          |
| 2013 | Carlos Alberto Betancur |
| 2014 | Nairo Quintana          |
| 2015 | Fabio Aru               |
| 2016 | Bob Jungels             |
| 2017 | Bob Jungels             |
| 2018 | Miguel Ángel López      |
| 2019 | Miguel Ángel López      |
| 2020 | Tao Geoghegan Hart      |
| 2021 | Egan Bernal             |
| 2022 | Juan Pedro López        |
| 2023 | João Almeida            |
| 2024 | Antonio Tiberi          |
| 2025 | Isaac del Toro          |

### Meervoudige winnaars
| Overwinningen | Renner             | Jaren      |
| ------------- | ------------------ | ---------- |
| 2             | Vladimir Poelnikov | 1989, 1990 |
| 2             | Pavel Tonkov       | 1993, 1994 |
| 2             | Bob Jungels        | 2016, 2017 |
| 2             | Miguel Ángel López | 2018, 2019 |

### Overwinningen per land
| Overwinningen | Land                                                                                         |
| ------------- | -------------------------------------------------------------------------------------------- |
| 15            | Italië                                                                                       |
| 6             | Colombia                                                                                     |
| 3             | Luxemburg, Rusland                                                                           |
| 2             | Sovjet-Unie                                                                                  |
| 1             | Australië, België, Frankrijk, Mexico, Portugal, Spanje, Tsjechië Verenigd Koninkrijk, Zweden |

## Erelijst vrouwen
| Jaar | Winnaar                   |
| ---- | ------------------------- |
| 1988 | Angela Kindling           |
| 1989 | Aleksandra Koljaseva      |
| 1990 | Catherine Marsal          |
| 1991 | niet verreden             |
| 1992 | niet verreden             |
| 1993 | Michela Fanini            |
| 1994 | Edita Pučinskaitė         |
| 1995 | Fabiana Luperini          |
| 1996 | Elisabeth Chevanne-Brunel |
| 1997 | Edita Pučinskaitė         |
| 1998 | Cindy Pieters             |
| 1999 | Tetjana Stjažkina         |
| 2000 | Nicole Brändli            |
| 2001 | Nicole Brändli            |
| 2002 | Sara Carrigan             |
| 2003 | Modesta Vžesniauskaitė    |
| 2004 | Nicole Cooke              |
| 2005 | Volha Hayeva              |
| 2006 | niet uitgereikt           |
| 2007 | Tatiana Guderzo           |
| 2008 | Claudia Häusler           |
| 2009 | Elizabeth Armitstead      |
| 2010 | Marianne Vos              |
| 2011 | Elena Berlato             |
| 2012 | Elisa Longo Borghini      |
| 2013 | Francesca Cauz            |
| 2014 | Pauline Ferrand-Prévot    |
| 2015 | Katarzyna Niewiadoma      |
| 2016 | Katarzyna Niewiadoma      |
| 2017 | Cecilie Uttrup Ludwig     |
| 2018 | Sofia Bertizzolo          |
| 2019 | Juliette Labous           |
| 2020 | Mikayla Harvey            |
| 2021 | Niamh Fisher-Black        |
| 2022 | Niamh Fisher-Black        |
| 2023 | Gaia Realini              |
| 2024 | Neve Bradbury             |

### Meervoudige winnaars
| Overwinningen | Renster              | Jaren      |
| ------------- | -------------------- | ---------- |
| 2             | Edita Pučinskaitė    | 1994, 1997 |
| 2             | Nicole Brändli       | 2000, 2001 |
| 2             | Katarzyna Niewiadoma | 2015, 2016 |
| 2             | Niamh Fisher-Black   | 2021, 2022 |

### Overwinningen per land
| Overwinningen | Land |
| ------------- | --- |
| 7             | Italië |
| 4             | Litouwen |
| 3             | Frankrijk, Nieuw-Zeeland |
| 2             | Australië, Polen, Verenigd Koninkrijk                                                                                             |
| 1             | België, Denemarken, Duitsland, Duitse Democratische Republiek, Frankrijk, Nederland, Oekraïne, Tsjechië, Sovjet-Unie, Wit-Rusland |

 winnaars · 
roze trui · 
  puntenklassement · 
  bergklassement · 
 jongerenklassement · 
 intergiro · 
 ploegenklassement · 
 strijdlust · 
 zwarte trui
Giro d'Italia Next Gen · Giro Donne · Cima Coppi
 Belgische rozetruidragers · etappewinnaars
 Nederlandse rozetruidragers · etappewinnaars
Mannen:
1909 · 
1910 · 
1911 · 
1912 · 
1913 · 
1914 · 
1919 · 
1920 · 
1921 · 
1922 · 
1923 · 
1924 · 
1925 · 
1926 · 
1927 · 
1928 · 
1929 · 
1930 · 
1931 · 
1932 · 
1933 · 
1934 · 
1935 · 
1936 · 
1937 · 
1938 · 
1939 · 
1940 · 
1946 · 
1947 · 
1948 · 
1949 · 
1950 · 
1951 · 
1952 · 
1953 · 
1954 · 
1955 · 
1956 · 
1957 · 
1958 · 
1959 · 
1960 · 
1961 · 
1962 · 
1963 · 
1964 · 
1965 · 
1966 · 
1967 · 
1968 · 
1969 · 
1970 · 
1971 · 
1972 · 
1973 · 
1974 · 
1975 · 
1976 · 
1977 · 
1978 · 
1979 · 
1980 · 
1981 · 
1982 · 
1983 · 
1984 · 
1985 · 
1986 · 
1987 · 
1988 · 
1989 · 
1990 · 
1991 · 
1992 · 
1993 · 
1994 · 
1995 · 
1996 · 
1997 · 
1998 · 
1999 · 
2000 · 
2001 · 
2002 · 
2003 · 
2004 · 
2005 · 
2006 · 
2007 · 
2008 · 
2009 · 
2010 · 
2011 · 
2012 · 
2013 · 
2014 · 
2015 · 
2016 · 
2017 · 
2018 · 
2019 · 
2020 · 
2021 · 
2022 · 
2023 · 
2024 · 
2025
Vrouwen:
1988 · 
1989 · 
1990 · 
1991 ·
1992 ·
1993 · 
1994 · 
1995 · 
1996 · 
1997 · 
1998 · 
1999 · 
2000 · 
2001 · 
2002 · 
2003 · 
2004 · 
2005 · 
2006 · 
2007 · 
2008 · 
2009 · 
2010 · 
2011 · 
2012 ·
2013 · 
2014 ·
2015 ·
2016 ·
2017 ·
2018 ·
2019 ·
2020 ·
2021 ·
2022 ·
2023 ·
2024 ·
2025